# 山下一仁
山下 一仁（やました かずひと、1955年 - ）は、日本の経済学者。
かつて日本の官僚で農業経済を専門とする。博士（農学）、一般財団法人キヤノングローバル戦略研究所研究主幹、独立行政法人経済産業研究所上席研究員（非常勤）。剣道四段。

## 来歴
- 1955年 - 岡山県で出生。
- 1977年（昭和52年）- 東京大学法学部卒業、農林省入省。
- 1982年（昭和57年）- 行政学、応用経済学修士（ミシガン大学）
- 1994年（平成6年）4月22日 - 農林水産省経済局国際部国際経済課ガット室長[1]
- 1995年（平成7年）
  - 2月16日 - 農林水産省経済局国際部国際経済課付[2]
  - 5月1日 - 欧州共同体日本政府代表部参事官[3]
- 1998年（平成10年）
  - 7月21日 - 農林水産省大臣官房付[4]
  - 8月4日 - 農林水産省構造改善局農政部地域振興課長[5]
- 2001年（平成13年）1月6日 - 食糧庁総務部総務課長[6]
- 2002年（平成14年）
  - 4月1日 - 農林水産省大臣官房参事官 併任 総合食料局国際部[7]
  - 10月23日 - 11月7日 第14回アジア太平洋経済協力閣僚会議日本政府代表随員[8]
- 2003年（平成15年）
  - 7月1日 - 農林水産省大臣官房付[9]
  - 9月1日 - 農林水産省辞職[10]、独立行政法人経済産業研究所上席研究員
- 2005年（平成17年）12月22日 - 博士（農学）（東京大学）「国際農産物貿易規律の形成と農政の政治経済分析」
- 2006年（平成18年）8月1日 - 農林水産省農村振興局整備部長[11]
- 2007年（平成19年）1月5日 - 農林水産省農村振興局次長[12]
- 2008年（平成29年）3月31日 - 農林水産省辞職[13]、経済産業研究所上席研究員
- 2010年 - キヤノングローバル戦略研究所研究主幹

## 主張
TPP推進派で、輸入米の関税700パーセントを下げるか廃止するべきとして、米価自由競争の実現と減反政策の廃止を主張する。関税引き下げに反対する農協を批判して矛盾点を著書で指摘する。

## 著書
- 『わかりやすい中山間地域等直接支払制度の解説：制度の設計者が語る』（大成出版社、2001年）ISBN 978-4-8028-5994-3
- 『国民と消費者重視の農政改革：WTO・FTA時代を生き抜く農業戦略』（東洋経済新報社、2004年）ISBN 978-4-492-78027-5
- 『「亡国農政」の終焉』（ベストセラーズ〈ベスト新書〉、2009年）ISBN 978-4-584-12257-0
- 『フードセキュリティ：コメ作りが日本を救う』（日本評論社、2009年）ISBN 978-4-535-55594-5
- 『農協の大罪：「農政トライアングル」が招く日本の食糧不安』（宝島社新書、2009年）ISBN 978-4-7966-6720-3
- 『農業ビッグバンの経済学：真の食料安全保障のために』（日本経済新聞出版社、2010年）ISBN 978-4-532-35408-4
- 『企業の知恵で農業革新に挑む！：農協・減反・農地法を解体して新ビジネス創造』（ダイヤモンド社、2010年）ISBN 978-4-478-01283-3
- 『農協の陰謀：「TPP反対」に隠された巨大組織の思惑』（宝島社新書、2011年）ISBN 978-4-7966-7319-8
- 『環境と貿易：WTOと多国間環境協定の法と経済学』（日本評論社、2011年）ISBN 978-4-535-55579-2
- 『TPPおばけ騒動と黒幕：開国の恐怖を煽った農協の遠謀』（オークラ出版、2012年）ISBN	978-4-7755-1873-1
- 『日本の農業を破壊したのは誰か：「農業立国」に舵を切れ』（講談社、2013年）ISBN 978-4-06-218585-1
- 『農協解体』（宝島社、2014年）ISBN 978-4-8002-1924-4
- 『日本農業は世界に勝てる』（日本経済新聞出版社、2015年）
- 『バターが買えない不都合な真実』（幻冬舎新書、2016年）
- 『TPPが日本農業を強くする』（日本経済新聞出版社、2016年）
- 『いま蘇る柳田國男の農政改革』（新潮社〈新潮選書〉、2018年）